# Annette Gordon-Reed
Annette Gordon-Reed, née le 19 novembre 1958 à Livingston (Texas), est une historienne et professeur de droit américaine. Elle enseigne l'histoire du droit à l'université Harvard. Elle enseigne aussi au Radcliffe Institute for Advanced Study et à la Faculté des arts et des sciences de Harvard.
En 2009, avec l'ouvrage The Hemingses of Monticello: An American Family, qui traite de l'histoire de la famille d'esclaves afro-américains Hemings, elle reçoit le Prix Pulitzer d'histoire et le National Book Award de l'essai. En 2010, elle reçoit la National Humanities Medal et un prix MacArthur.

## Biographie
Gordon-Reed est née à Livingston (Texas). Ses parents sont Bettye Jean Gordon et Alfred Gordon. Elle commence à s'intéresser à Thomas Jefferson quand elle est à l'école élémentaire. Elle est diplômée du Dartmouth College, en 1981, et de la faculté de droit de Harvard en 1984, où elle était membre de la Harvard Law Review.
Elle commence sa carrière en tant qu'associée dans le cabinet d'avocat Cahill Gordon & Reindel, et comme avocate consultante (counsel) du Board of Corrections de la ville de New-York. Elle donne de nombreuses conférences à l'échelle nationale sur l'histoire le droit.
Elle est maître de conférences à l'université Columbia en 2001, et elle enseigne le droit à la New York Law School de 1992 à 2010 et l'histoire à l'université Rutgers de 2007 à 2010. En 2010, elle est nommée à l'université de Harvard, où elle enseigne l'histoire et le droit au Radcliffe Institute for Advanced Study. En 2012, elle devient professeur d'histoire du droit américain à la faculté de droit de Harvard. En 2014, elle est professeur invité au Queen's College de l'université d'Oxford.

## Recherches

### Thomas Jefferson and Sally Hemings: An American Controversy(1997)
Son premier livre, Thomas Jefferson and Sally Hemings: An American Controversy, publié en 1997, s'intéresse à la controverse autour de la descendance de Sally Hemings, une esclave de Thomas Jefferson, avec laquelle ce dernier a eu des relations sexuelles, et possiblement un enfant. Les historiens avaient jusqu'alors privilégié la thèse qui stipulait que les descendants de Hemings étaient ceux d'un neveu de Jefferson, Peter Carr. Cette thèse est remise en question à la fin du XXe siècle. Au milieu des années 1970, Fawn McKay Brodie écrit la première biographie de Jefferson qui examine sérieusement cette question d'une relation avec Sally Hemings, soutenant que cette liaison était probable. Gordon-Reed poursuit ce travail en travaillant sur une historiographie plus large et non-mobilisée auparavant, notamment les témoignages des esclaves eux-mêmes et de leurs descendants, prenant en compte la tradition orale. Soulignant des erreurs faites par les historiens ayant précédemment travaillé sur la question, elle met en évidence des contradictions dans la thèse d'une paternité des enfants de Sally Hemings par Peter Carr. Tout comme l'historien Winthrop Jordan l'a précédemment remarqué, il y a une nette corrélation entre la présence de Jefferson au même endroit que Hemings et le fait que cette dernière devienne enceinte. Elle en tire la conclusion que Jefferson a effectivement eu une relation avec son esclave, Sally Hemings. Réédité en 1999, la nouvelle édition du livre a un avant-propos intégrant les résultats de l'analyse ADN de 1998, qui démontre une absence de lien entre les descendants de Hemings et Peter Carr, et une très grande probabilité que ceux-ci descendent du président Thomas Jefferson.

### Vernon Can Read!(2001)
Elle coécrit avec Vernon Jordan, militant des droits civiques et figure politique américaine, l'ouvrage biographique Vernon Can Read!. Ce livre retrace sa vie, de son enfance jusqu'aux années 1980, et a remporté le prix du meilleur essai pour 2001 de l'American Library Association. En 2002, il a remporté un Anisfield-Wolf Book Award et un Trailblazer Award de la Metropolitan Black Bar Association (en).

### The Hemingses of Monticello: An American Family(2008)
En 2008 Gordon-Reed publie The Hemingses of Monticello: An American Family, premier volume d'un projet en deux parties sur l'histoire de la famille Hemings et de leurs descendants. Elle retrace la vie des nombreux descendants de Elizabeth Hemings et de leurs familles, lorsqu'ils étaient installés à Monticello ; L'ouvrage traite ainsi de la vie d'une famille d'esclaves sur plusieurs générations. Il remporte le Prix Pulitzer d'histoire ainsi que d'autres récompenses.

### Andrew Johnson(2011)
Annette Gordon-Reed a aussi publié en 2011 un ouvrage nommé Andrew Johnson: The American Presidents Series—The 17th President, 1865-1869, qui s'intéresse aux positions de Johnson et à sa réputation historique, notamment quant à ses idées et ses prises de décisions pour la communauté africaine-américaine. Johnson est assez souvent cité comme l'un des pires présidents des États-Unis. Gordon-Reed, dans cet ouvrage, relate les occasions manquées de ce président, et analyse les allégations qui entourent ce président.

## Distinctions
Gordon-Reed est la première Afro-Américaine à remporter le prix Pulitzer d'histoire, pour ses travaux, en 2009, sur la famille Heming et Thomas Jefferson. Elle remporte 15 autres prix pour ce livre,.

### 2008
- National Book Award de la non-fiction[12],
- Prix du livre de la Society for Historians of the Early American Republic

### 2009
- Prix Pulitzer d'histoire
- George Washington Book Prize (en)[13]
- Anisfield-Wolf Book Award[14]
- Prix du livre du New Jersey Council of the Humanities[15]
- Frederick Douglass Prize[16],
- Owsley Award de la Southern Historical Association (en)
- Library of Virginia Literary Award[17],[18]

### 2010
- Le 25 février 2010, Barack Obama remet à Annette Gordon-Reed la National Humanities Medal[19]
- Le 28 septembre 2010, Gordon-Reed remporte un prix MacArthur, pour ses travaux sur le président Jefferson[4]

Gordon-Reed obtient en 2009 une Bourse Guggenheim pour Monticello Legacies in the New Age. Elle a plusieurs diplômes honorifiques, par exemple du Ramapo College dans le New Jersey, et du Collège de William et Mary en mai 2010.

## Publications
- 1997 - Thomas Jefferson and Sally Hemings: An American Controversy (University of Virginia Press)
- 2001 - Vernon Can Read!: A Memoir (avec Vernon Eulion Jordan (en)) (PublicAffairs)
- 2002 - Race on Trial: Law and Justice in American History (Oxford University Press)
- 2008 - The Hemingses of Monticello: An American Family (en) (W. W. Norton & Company)
- 2011 - Andrew Johnson: The American Presidents Series—The 17th President, 1865-1869 (Times Books/Henry Holt)
- 2016 - Most Blessed of the Patriarchs: Thomas Jefferson and the Empire of the Imagination (Liveright)